# 파나규리슈테

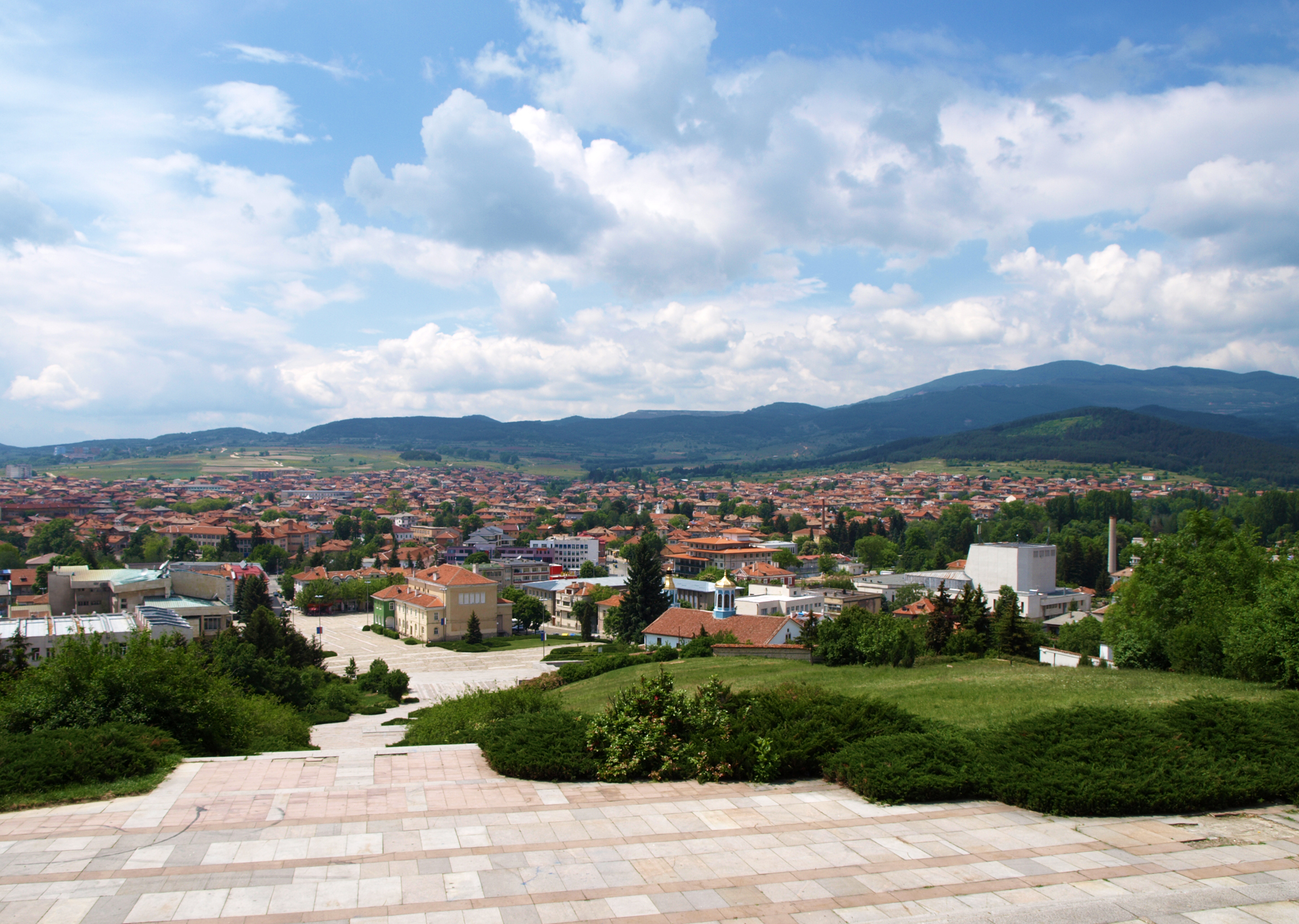
파나규리슈테

파나규리슈테(불가리아어: Панагюрище [panɐˈɡʲuriʃtɛ])는 불가리아 파자르지크주의 도시로 높이는 550m, 인구는 17,959명(2009년 12월 기준)이다. 도시 이름은 그리스어로 '축제'를 뜻하는 '파니귀리스'(고대 그리스어: πανήγυρις)에서 유래된 이름이다.
스레드나고라산맥과 접하며 소피아에서 동쪽으로 91km, 파자르지크에서 북쪽으로 43km, 즐라티차에서 남쪽으로 37km 정도 떨어진 곳에 위치한다. 인근에 위치한 코프리프슈티차에 비해 관광객은 적은 편이다.

시 문장